# The Queers
The Queers est un groupe de punk rock américain, originaire du New Hampshire.

## Biographie
Le chanteur et guitariste Joe King a pris le nom de scène de Joe Queer. Le nom du groupe caractérise bien le côté humoristique du trio. En anglais, queer réfère à l'homosexualité, alors qu'aucun membre des Queers n'est homosexuel. La plupart des chansons traite de sujet légers, tels la bière et les filles, et Joe Queer refuse depuis plus de deux décennies de véhiculer un quelconque message politique avec sa musique, préférant jouer du punk rock pour le simple plaisir de jouer vite, et fort. Il a d'ailleurs eu maille à partir ces dernières années avec des groupes street punk, en particulier les Dropkick Murphys qu'il accuse, avec d'autres formations punk, de faire en sorte que « la scène punk actuelle (ou ce qu'il en reste) est pleine de trous de cul qui ne veulent que se battre ». Le groupe se sépare à l'origine en 1984.
En 1986, ils se reforment avec Joe Queer et une nouvelle formation. En 1990, le groupe signe avec le label Shakin' Street Records et publie son premier album studio, intitulé Grow Up L'album permet au groupe de se populariser dans la Nouvelle-Angleterre, mais la sortie de Love Songs for the Retarded chez Lookout! Records en 1993 les rend encore plus populaires. Hugh O'Neill, batteur de 1993 à 1998, décède le 21 janvier 1999 après une longue bataille contre un cancer cérébral.
Le bassiste Philip Hill et le batteur Lurch Nobody complètent le trio The Queers en 2006, mais au cours des années, il y eut de très nombreux changements au sein du groupe, King étant le seul membre fondateur toujours présent. The Queers publie leur reprise de la chanson Wipe Out, incluse dans le mockumentaire Surf's Up, sorti en 2007 ; il est réalisé par Columbia Pictures et ImageWorks Studios, et produit par Sony Pictures Animation et National Geographic Films.
En 2014, Joe Steinhardt de Don Giovanni Records appelle Asian Man Records et Recess Records à envoyer The Queers après que Joe Queer ait soutenu publiquement l'officier Darren Wilson.

## Membres

### Membres actuels
- Joe King (a.k.a. Joe Queer) - guitare, chant (1981–1984, 1986, depuis 1990)
- Alex Martin (a.k.a Hoglog) - batterie (depuis 2011)
- Chris May - basse (depuis 2017)

### Anciens membres
- Tulu (a.k.a. Scott Gildersleeve) - basse, batterie (1981–1984, mort en mars 2015)[6]
- Wimpy Rutherford (a.k.a. Jack Hayes) - batterie, chant (1981–1984)
- Keith Hages - basse, chœurs (1982–1984)
- Bobby Gaudreau - chant (1986)
- Kevin Kecy - basse, chœurs (1986)
- Hugh O'Neill - batterie, chœurs (1986–1993, 1995–1998, mort le 21 janvier 1999)[7]
- J.J. Rassler - guitare solo, chœurs (1987–1988)
- Danny McCormack - guitare (1987–1988)
- Evan Shore - basse, chœurs (1987–1988)
- Greg Urbaitis - basse (1987–1988)
- Magoo Piranha - basse, chœurs (1987–1988)
- Jeebs Piranha - batterie (1987–1988)
- Young Sean Rowley - guitare (1987–1988)
- B-Face - basse, chœurs (1990–1998)
- Jay - batterie (1993)
- Harlan - guitare (1993)
- Dan Vapid - guitare, chœurs (1994, 2002, 2014 Love Songs... tour)
- Danny Panic - batterie (1994)
- Metal Murf Cretin - guitare (1995)
- Erick Coleman - guitare (1995–1996)
- Hunter Oswald - guitare (1995)
- Kato Cretin - guitare (1996)
- Geoff Useless - basse, chœurs (1998, 2006–2007)
- Rick Respectable - batterie, chœurs (1998)
- Chris Cougar Concentration Camp - guitare, chœurs (1997–1999)
- Steve Stress - batterie (1998–2000)
- Dangerous Dave - basse, chœurs (1998–2002, 2007–2015)
- Isaac Lane - basse (2001)
- Matt Drastic - batterie (2002–2003) (2007–2008)
- hillip Hill - basse, chœurs (2002–2006, 2007)
- Dusty Watson - batterie, chœurs (2004)
- Dave Trevino - batterie (2004–2006)
- Andrew Griswold - batterie (2005)
- Ben Vermin - basse (2006, 2007)
- Ryan Kwon Doe - batterie (2006)
- Jeff Dewton - guitare (2007)
- Jonathon Mackey - batterie (2010)
- Adam Woronoff - batterie (2007) (2009–2010)
- Bear Williams - batterie (2012)
- Lurch Nobody - batterie, chœurs (2000–2001, 2006–2011)
- Josh Goldman - basse, chœurs (2013)

## Discographie

### Albums studio
- 1990 : Grow Up (réédité en 2007)
- 1993 : Love Songs for the Retarded (réédité en 2006 et 2009)
- 1994 : Rocket to Russia
- 1994 : Beat Off
- 1995 : Move Back Home
- 1996 : Don't Back Down
- 1998 : Punk Rock Confidential
- 2000 : Beyond The Valley...
- 2002 : Pleasant Screams
- 2007 : Munki Brain
- 2010 : Back to the Basement

### EP
- 1982 : Love Me
- 1984 : Kicked Out of the Webelos
- 1992 : A Proud Tradition
- 1993 : Too Dumb to Quit!
- 1994 : My Old Man's a Fatso
- 1995 : Look Ma No Flannel
- 1995 : Surf Goddess
- 1996 : Bubblegum Dreams
- 1998 : Everything's OK
- 2001 : Today

### Compilations
- 1989 : Killed by Death
- 1996 : A Day Late and a Dollar Short
- 1999 : Later Days and Better Lays
- 2004 : Summer Hits

### Splits
- 1994 : Live at Some Prick's House (split avec Pink Lincolns)
- 1995 : Love Aint Punk (split avec Sinkhole)
- 2003 : Acid Beaters (split album avec les Manges)
- 2004 : Right on Target (split avec 88 Fingers Louie)
- 2004 : Split Disc from Japan and USA (split avec the Disgusteens)
- 2006 : Three Way Split (split avec Consider the Meek et the Vickers)
- 2011 : Alive (split 7" avec Killtime)

### Albums live
- 1994 : Shout at the Queers
- 1995 : Suck This
- 2001 : Live in West Hollywood
- 2006 : Weekend at Bernie's
- 2008 : CBGB OMFUG Masters: Live February 3, 2003
- 2009 : The Queers Alive in Hollyweird
- 2013 : Olé Maestro